# Pi-Chin Chien

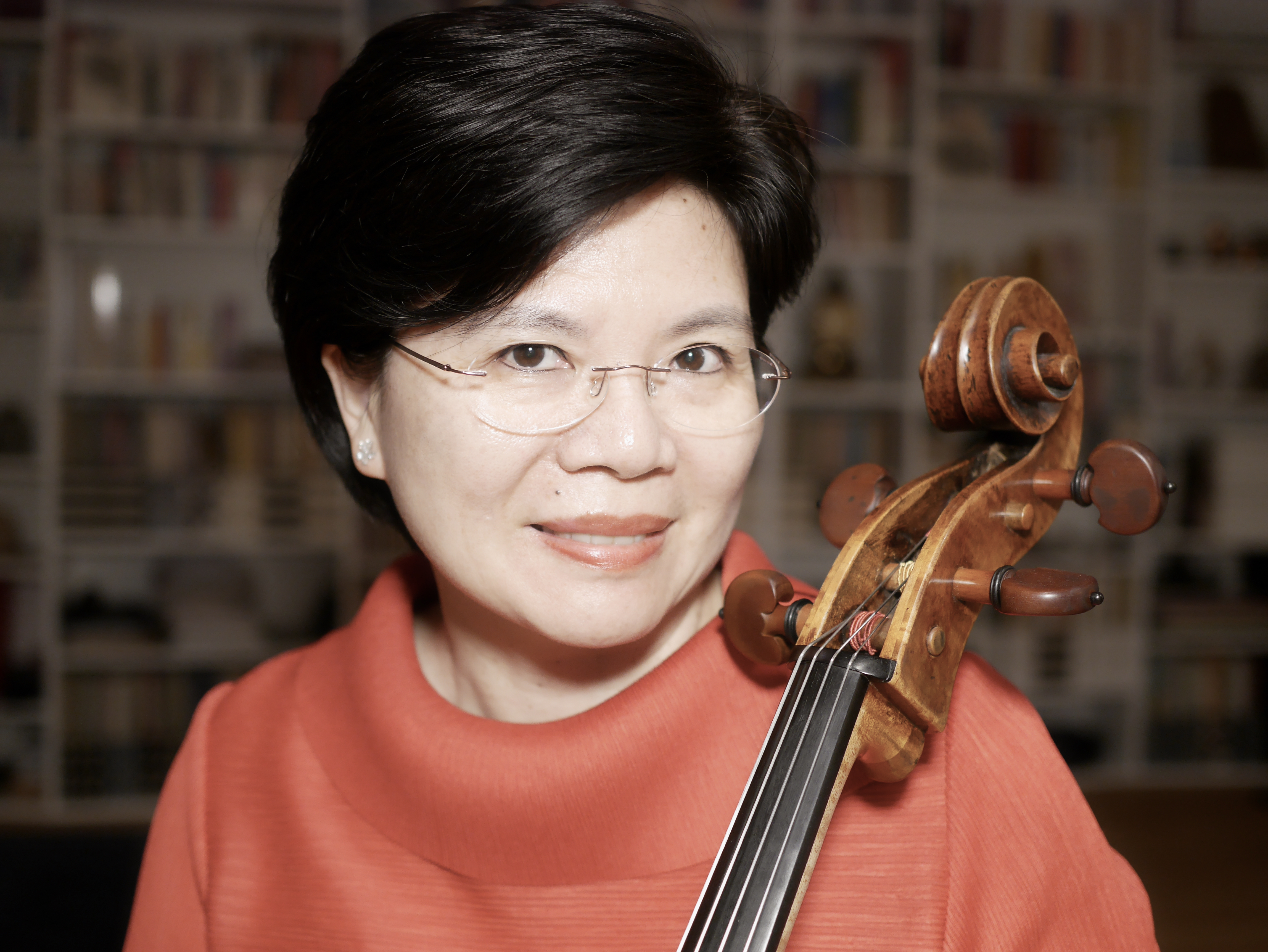
Pi-Chin Chien

Pi-Chin Chien (chinesisch 簡碧青; * 11. Dezember 1964 in Yilan in Taiwan) ist eine taiwanisch-schweizerische Cellistin.

## Leben
Pi-Chin Chien kam in Yilan im Nordosten Taiwans als Tochter eines Kunstmalers und einer Lehrerin zur Welt. Schon früh wurde man auf ihr musikalisches Talent aufmerksam. 1976 gewann sie den ersten Preis beim Nationalen Jugend-Musikwettbewerb und debütierte als Solistin ein Jahr später mit dem Cellokonzert von Saint-Saëns, begleitet vom Taipei Symphony Orchestra (TSO). Sie wurde in Taiwans erste Mittelschule für musikalisch besonders Begabte aufgenommen und gewann 1978 mit dem Hwashin Youth String Orchestra beim Internationalen Kammermusikwettbewerb in Kerkrade in den Niederlanden den ersten Preis. Massgebend für ihre weitere Laufbahn wurde zwei Jahre später ihre Begegnung mit Pierre Fournier, den eine seiner letzten Tourneen 1980 nach Taipei führte. Nachdem sie bei ihm Unterricht genommen hatte, äusserte er sich in einem Interview gegenüber der China Times: "Pi-Chin ist zum Cellospielen geboren. Sie ist die Begabung, auf die ich die letzten Jahrzehnte gewartet habe." Der Einladung Pierre Fourniers, bei ihm in Genf zu studieren, wäre sie damals gerne gefolgt, doch ihre Eltern waren zu dem Zeitpunkt nicht in der Lage, sie nach Europa zu schicken. Erst zwei Jahre später reiste sie in die Schweiz. Ein Studium beim damals bereits gebrechlichen Pierre Fournier war jedoch nicht mehr möglich, und so begann sie ihre Studien an der Zürcher Hochschule der Künste (ehemals Konservatorium Zürich) bei Markus Stocker und später bei Claude Starck bis zum Abschluss mit Konzertdiplom mit Höchstnote. Das anschließende Studium bei Stanislav Apolin an der Hochschule Luzern – Musik (vormals Konservatorium Luzern) schloss sie mit dem Solistendiplom mit Höchstnote ab. Für ihr Abschlusskonzert mit Schostakowitschs Cellokonzert begleitet vom Luzerner Sinfonieorchester wurde sie mit dem Edwin-Fischer-Preis ausgezeichnet. Weitere inspirierende Begegnungen waren Meisterkurse bei Mstislav Rostropowitsch, Zara Nelsova, Yo-Yo Ma, Daniil Shafran und Arto Noras.
Noch während ihrer Studienzeit in Zürich lernte sie ihren Mann, den Schweizer Komponisten Fabian Müller kennen. Seither realisierte sie viele Projekte gemeinsam mit ihm. Das Paar lebt in der Schweiz, blieb Taiwan jedoch verbunden, familiär wie durch eine regelmässige Konzerttätigkeit.

## Wirken

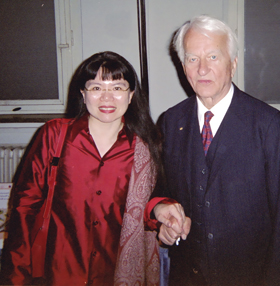
Pi-Chin Chien mit Richard von Weizsäcker anlässlich der Verleihung des Kaiser-Otto-Preises, Magdeburg 2005

Als Solistin und Kammermusikerin konzertierte Pi-Chin Chien auf den grossen Bühnen der Welt, wie der Carnegie Hall und dem Lincoln Center in New York, der Berliner Philharmonie, dem Konzerthaus Berlin oder der Tonhalle Zürich. Als Solistin erschienen CDs mit Dirigenten wie David Zinman, Ruben Gazarian und Wen-Pin Chien, mit dem Philharmonia Orchestra London, dem Royal Philharmonic Orchestra oder Zürcher Kammerorchester.
Immer wieder setzte sie sich für wenig bekannte Werke ein und trug mit ihren CD-Ersteinspielungen von Paul Juons Cellokonzert „Mysterien“, seinem Tripelkonzert «Episodes Concertantes» sowie seiner Cellosonate wesentlich zur Wiederentdeckung des Schweizer Spätromantikers bei.
2016 kam Juons Tripelkonzert erstmals in Asien in der National Concert Hall in Taipei zur Aufführung. Zusammen mit Willi Zimmermann, Violine und Chen Pi-hsien, Klavier, spielte sie das Werk begleitet vom National Taiwan Symphony Orchestra NTSO unter der Leitung von Kaspar Zehnder.
Besondere Beachtung fand das 2015 bei Sony Classical erschienene Album «Taiwan Rhapsody», mit von ihrem Mann für sie geschriebenen romantisch-symphonischen Rhapsodien für Violoncello und Orchester, basierend auf Volksliedern ihrer Heimat. Begleitet wird sie darauf vom Royal Philharmonic Orchestra London unter der Leitung von Wen-Pin Chien. Die Werke dieses Albums hat sie in Taiwan im Januar 2015, begleitet vom National Taiwan Symphony Orchestra NTSO uraufgeführt. 2017 und 2018 (Berliner Philharmonie und Frankfurt a. d. O.) fanden weitere Aufführungen dieses Werkes in Deutschland statt.
Sie spielte 2005 zu Ehren von Richard von Weizsäcker anlässlich der Verleihung des ersten Kaiser-Otto-Preises sowie auf Einladung der Präsidenten von Taiwan 1998 und 2016 in der Reihe der Presidential Office-Konzerte.
Eine grosse Rolle in ihrer Laufbahn nimmt die Kammermusik ein. 1999 gründete sie mit Tomasz Tomaszewski und François Killian das European Fine Arts Trio, das mit seiner Debüt-CD, der Einspielung der Klavier-Trios von Debussy und Chopin, 2001 den renommierten polnischen Fryderyk Preis gewann. Sie spielte in zahlreichen anderen Ensembles.
Neben dem Cellospiel recherchiert sie gerne nach unbekannter Cello-Literatur und gestaltet spezielle Programme. 2024 gründete sie das Taiwan International Cello Festival (TWICF). Sie ist künstlerische Leiterin der Konzertreihe «Swiss Music Night» in Taiwan, sowie des «Confluence» Musikfestes in Zürich.

## Diskographie
- 2022: Émile Jaques-Dalcroze: Werke für Violoncello und Klavier; Pi-Chin Chien, Violoncello, Bernhard Parz, Klavier (TYXart)
- 2020: «Strings on the Move» Fabian Müller: Concertino für Klavier zu vier Händen, Violoncello und Streichorchester; «Swiss Suite» für Violoncello und Streichorchester; Pi-Chin Chien, Violoncello, Piano Duo Zbinden, Kammerorchester Klaipėda (Estonian Recording Production)
- 2019: «Tea for Two Cellos» (Solo-Musica)
- 2016: «Beyond Time»; Christiane Boesiger, Sopran, Zurich Ensemble (ARS Produktion)
- 2015: Paul Juon: Suite op. 89, Fassung für Violine, Violoncello und Streicher, Fabian Müller: «Concerto per Klee» für Violoncello und Kammerorchester; Pi-Chin Chien, Violoncello, Kamilla Schatz, Violine, Georgisches Kammerorchester Ingolstadt, Ruben Gazarian (ARS Produktion)
- 2014: «Taiwan Rhapsody» and «Six Taiwanese Songs», romantic musical settings for cello and orchestra; Pi-Chin Chien, violoncello, Royal Philharmonic Orchestra, Wen-Pin Chien (Sony Classical)
- 2014: Sergei Bortkiewicz: Five Melodies from “A Thousand and One Nights” op 37, Nikolay Rimsky-Korsakov: Scheherazade op 35, Zurich Ensemble (paladino music)
- 2013: «Dialogues Cellestes», Antonio Meneses & Pi-Chin Chien, Violoncello, Royal Philharmonic Orchestra, Claude Villaret (ARS Produktion)
- 2013: Ludwig van Beethoven: Klaviertrio, Op 1 Nr. 3 «Erzherzog-Trio», Op 97, European Fine Arts Trio (Guildmusic)
- 2009: Ludwig van Beethoven: Klaviertrio op. 1 Nr. 1 & 2, Klaviertrio WoO39, European Fine Arts Trio (Guildmusic)
- 2007: Paul Juon: Sonate in A-Moll, Othmar Schoeck: Sechs Lieder für Violoncello und Klavier Op. 6, Fabian Müller: Suite für Violoncello und Klavier, Sonate für Violoncello und Klavier. Pi-Chin Chien Violoncello, Adrian Oetiker, Klavier, Musiques Suisses (Musikszene Schweiz MGB 6256)
- 2006: Suite für Violoncello und Streichorchester, Pi-Chin Chien, Violoncello, Zürcher Kammerorchester, Ruben Gazarian; Musiques Suisses (Musikszene Schweiz MGB 6249)
- 2004: Fabian Müller - Kammermusik für Streicher; Petersen Quartett; Tomasz Tomaszewski, Violine; Pi-Chin Chien, Violoncello; Andreas Wylezol, Kontrabass; «20th Century Portraits» (Capriccio)
- 2003: Paul Juon: «Episodes Concertants» op. 45, «Mysterien» op. 59 - Tondichtung für Violoncello und Orchester - Pi-Chin Chien, Violoncello, European Fine Arts Trio, Cracow Philharmonic Orchestra, Tomasz Bugaj, Musiques Suisse (Musikszene Schweiz MGB 6202)
- 2002: Fabian Müller: Cellokonzert 1999, Pi-Chin Chien, Violoncello; Philharmonia Orchestra, London; David Zinman (col legno)
- 2001: Frederic Chopin: Trio in g-moll op.8, Claude Debussy, Trio in G, European Fine Arts Trio (DUX Recording)
- 1997: Wolfgang Amadeus Mozart: Divertimento für Violine, Viola und Violoncello Es-Dur (KV 563), Joseph Haydn Sonate für Klavier, G-dur. Streichtrio-Fassung (Hob V/Anh. / Hob XVI/40 / Op.53/1); Zürcher Streichtrio (MDS Records)
- 1996: Sonaten für Violoncello & Klavier von César Franck, Louis Vierne und Claude Debussy, Pi-Chin Chien, Violoncello, Yukiko Hori, Klavier (MDS Records)